# Palacete Helvetia
El Palacete Helvetia es una casa ubicada en el barrio de Campos Elíseos en la zona central de la ciudad de São Paulo, Brasil. El edificio se levanta en la intersección de las calles Santa Ifigénia y Aurora en una zona que es conocida actualmente por su gran actividad comercial, sobre todo de venta de equipos eléctricos y softwares así como por contar con construcciones notables e históricos como la Estación de Luz.
Fue inaugurado en 1923, época en que varios inmuebles cercanos también fueron levantados, y se constituyeron en símbolos de la Sao Paulo de fines del siglo XIX e inicio del XX, principalmente en lo referido a arquitectura. También fue un lugar de una vida muy agitada al estar cerca de la estación de Luz. Se construyó a partir de un proyecto de 1922 de Achiles Isella, un industrial y cónsul de Suiza (Helvetia). 
En la actualidad, el área donde se ubica es una de gran actividad comercial y el inmueble aún mantiene esa actividad en su piso bajo. Después de su restauración en el 2012, la parte externa del edificio mantiene un buen estado que la destaca de las demás construcciones a su alrededor. Su interior, sin embargo, está desocupado y se encuentra afectado por las reformas y adaptaciones que sus propietarios introdujeron a lo largo de su existencia.